# Cursus honorum
Cursus honorumnak nevezzük a tisztségek, kezdetben a magistratusok, betöltésének sorrendjét az ókori Rómában. Végső formájában Sulla szabályozta. A Rómán kívüli birtokok, coloniák, municipiumok és provinciák kialakulásával a lovagi rend és a helyi tisztségek cursus honoruma is kialakult.

## Senatorok
Kezdetben törvények nem, csak a szokásjog szabályozta a magas állami tisztségek betöltésének szabályait. Nem volt sem korhatár, sem betöltési sorrend, a consuli tisztséget viszont régóta csak 10 év elteltével lehetett ismét betölteni. Általában minél befolyásosabb volt egy család, annál könnyebben elérhette az egyes tisztségeket, gyakran a consulit is bármely más tisztség előzetes betöltése nélkül. A második pun háború idején többször eltértek a szokásjogtól, ezért i. e. 208/7-ben előírtak egy hivatalmentes évet a patricius-i tisztségek viselése között, i. e. 197-ben pedig kötelezővé tették a consuli tisztséghez a praetori tisztség előzetes betöltését. i. e. 180-ban Villius néptribunus törvénye a praeturát 40, a consulatust 43 éves alsó korhatárhoz kötötte. A questurához pedig 10 év katonai szolgálatot írt elő a pályázó lovagok számára.
Sulla rögzítette a magistratusok cursus honorumát, a tisztségek betöltéséhez szükséges minimális életkort és a tisztségek kötelező sorrendjét. Ezeket a Lex Vilia annalis és a Lex Cornelia de magistratibus határozta meg. Ezen törvények előírták továbbá azt is, hogy az egyes tisztségek betöltése között legalább három évnek kell eltelnie.
- A quaestori hivatal elnyerésének alsó korhatára 30 év volt, a hivatali idő letöltése után az illető bekerült a senatori rendbe. A jelölt ezután aedilis lehetett, de ez nem volt feltétele a többi tisztség elnyerésének.
- A következő lépcső a praetori hivatal volt, 40 éves alsó korhatárral.
- Ezután következhetett a consuli hivatal, 43 éves alsó korhatárral, A tisztséget újból viselni csak 10 év elteltével lehetett.
- Végül censorrá volt consulok válhattak.

Különböző tisztségek viselése között is legalább egy évnek el kellett telnie. A sorrendiség szigorúan csak a curulisi, azaz eredetileg patriciusi tisztségekre vonatkozott, a plebeiusi eredetűekre (néptribunus, aedilis) nem, az aedilis curulisra sem.
A császárkorban minden évben 20 senatori családból származó ifjú számára nyílt lehetőség, hogy elinduljon a hivatali ranglétrán.
- 25 évesen először a Vigintisexviri („20 férfi”) valamelyik tisztségét, az ún 20 magistratus minor egyikét kellett betöltenie.
- Ezután 1 év katonai szolgálat következett egy legiónál mint tribunus laticlavius.

Majd a hagyományos magistratusi tisztségek következtek, amelyek közé azonban új tisztségek tagolódtak be a köztársaságkorhoz képest.
- A praetori tisztség alapvető volt a továbbiak betöltéséhez.
- A legatus legionis a légióparancsnoki tisztség volt.
- Egylégiós provincia helytartósága volt a következő: legatus Augusti pro praetore egy császári vagy propraetor egy szenátusi provinciában.
- Ezután következett a consuli tisztség.
- Majd többlégiós provincia helytartósága: Legatus Augusti pro praetore egy császári vagy proconsul egy szenátusi provinciában.

## Lovagok
A köztársaság idején a lovagok cursus honoruma megegyezett a szenátorokéval. A két rend teljes, formális elkülönülése csak a császárkor elején következett be. Ekkortól elkülönült a két rend cursus honoruma, azt nem lehetett kombinálni. A császár, mint a censori hatalom birtokosa, az arra érdemes lovagokat felvehette a szenátusba (adlectio), de onnantól az új senator a senatori cursus honorum szerint folytatta pályafutását.
A császárkorban a fiatal lovagoknak először a saját katonai szolgálatuk fokozatait (militia equestris) kellett teljesíteni. A többfokozatúság, a fokozatok sorrendje és az egyes fokozatokhoz tartozó posztok már Claudius idején létrejöttek, a kötelező hármasság – tres militiae, majd Septimius Severus idején quattuor militiae – csak Traianus idején rögzültek.
- Először a militia primát kellett teljesíteni. Egy 500 fős gyalogos segédcsapat, egy cohors quingenaria parancsnoka lett, mint praefectus cohortis.
- Majd a militia secunda következett. Egy legio egyik cohorsának parancsnoka lett, mint tribunus angusticlavius.
- Végül a militia tercia részeként egy 500 fős lovas segédcsapat (ala quingenaria) parancsnoka lett, mint praefectus alae.
- Septimius Severustól a militia quarta következett negyedik fokozatként, amely egy ezer fős lovas segédcsapat, egy ala milliaria parancsnokságát jelentette, ugyancsak mint praefectus alae.

Ezen fokozatok teljesítése kötelező volt a további tisztségviseléshez, sőt volt is egy társadalmi elvárás minél több fokozat teljesítéséhez, azonban ez már nem volt kötelező. Ha valaki abbahagyta a közszolgálatot és visszatért a civil életbe egy-két fokozat teljesítése után. Az elérhető tisztségek száma nem is tette lehetővé, hogy minden generáció minden tagja ezeket teljesítse. Aki ezeket mind teljesítette, azok mint militiis tribunus-ok, vagy quattuor militiis-ek vagy egyszerűen militiis-ek, folytathatták a lovagi cursus honorumot.
Hadrianus uralkodásától a különféle procuratori posztokat négy fizetési kategóriába sorolták, amelyek növekvő sorrendben ezek voltak:
- a sexagenarius az évi 60 ezer sestertius (HS) jövedelmű csoportba tartozó volt, a 3. század inflációja után nevük megmaradt, bár fizetésük megnőtt[7]
- a centenarius az évi 100 ezer sestertius jövedelmű csoportba tartozó volt.[8]
- a ducenarius az évi 200 ezer sestertius jövedelmű csoportba tartozó volt.[9]
- a trecenarius az évi 300 ezer sestertius jövedelmű csoportba tartozó volt.[10]

Az Augustus uralkodása vége felé a lovagok számára létrehozott magasabb pozíciók:
- a praefectus frumenti dandi a Római városi gabonaosztás elöljárója.[11]
- a praefectus vigilum a Róma városi tűzoltóság parancsnoka.[12]
- a praefectus annonae a Római városi gabonabeszerzés elöljárója.[13]

A legrangosabb hivatalok a principatus idején:
- Egyiptom helytartója, a praefectus Alexandreae et Aegypti
- a Róma város élén álló praefectus urbi,
- és a lovagi karrier csúcsát jelentő praefectus praetorio, a császári testőrség parancsnokának tisztsége volt.

## Municipális tisztségek
A városi cursus honorumnak megfelelően római mintára a decurio végigjárta a városi magistratusok ranglétráját, s lehetett először városi quaestor, aedilis, végül a consulnak megfelelő duumvir, azaz polgármester. Ötévente a két duumvirt kiterjesztett - a censornak megfelelő - hatáskörrel, mint duumviri iure dicundo quinquennales-t választották meg, hogy kiegészíthessék a tanács névjegyzékét, az album decurionum-ot.
Úgy tűnik, hogy a duumviri tisztség elnyeréséhez elég volt egyet viselni előzetesen a questori vagy aedilisi tisztségből. A városi tanácstagságnak viszont nem volt feltétele az előzetes tisztségviselés. Ez nem is lett volna lehetséges a tanács 100 fős tagságát figyelembe véve, amikor évente csak 1-2 új tisztségviselő léphetett be a rendszerbe. Aki minden lépcsőfokot végigjárt, azt omnibus honoribus functus-nak nevezték.
Az afrikai tartományokban a helyi papi tisztségek (pontifex, augur, flamen, haruspex) is részét képezték a municipális cursus honorumnak, máshol azonban nem.
Egy ember általában csak egy városban futhatott be hivatali karriert, mert csak egy városban lehetett polgárjoga. Ez alól akadtak azonban kivételek olyan lovagok esetén, akik több városban is rendelkeztek földbirtokkal. Ilyenre Daciából és az afrikai provinciákból ismerünk példákat.